# Jörn Garber
Jörn Garber (* 1942) ist ein deutscher Germanist.
Garber studierte Germanistik und Philosophie. Er wurde 1987 an der Philipps-Universität Marburg über die deutschen Staats-, Ökonomie- und Gesellschaftstheorien des späten 18. Jahrhunderts promoviert. Er war Gastprofessor an den Universitäten Marburg, Gießen, Siegen, Kassel und Frankfurt am Main.

## Veröffentlichungen (Auswahl)
- Revolutionäre Vernunft. Texte zur jakobinischen und liberalen Revolutionsrezeption in Deutschland 1789–1810, Scriptor, Königstein 1974, ISBN 978-3-589-00077-7.
- (Hrsg. mit Hanno Schmitt): Die bürgerliche Gesellschaft zwischen Demokratie und Diktatur. Festschrift zum 65. Geburtstag von Prof. Dr. Walter Grab. Gestaltet von Kasseler und Marburger Freunden und Kollegen. Mit einem Vorwort von Wolfgang Abendroth, Verlag Arbeiterbewegung und Gesellschaftswissenschaften, Marburg 1985, ISBN 978-3-921630-51-8.
- Von der „societas civilis“ zur „bürgerlichen Gesellschaft“. Studien zur politisch-sozialen Sachliteratur im Zeitalter der Aufklärung, phil. Diss. Universität Marburg, 1987.
- Spätabsolutismus und bürgerliche Gesellschaft. Studien zur deutschen Staats- und Gesellschaftstheorie im Übergang zur Moderne, Keip, Frankfurt a. M. 1992, ISBN 978-3-8051-0508-8.
- (Hrsg.): Zwischen Empirisierung und Konstruktionsleistung. Anthropologie im 18. Jahrhundert, Niemeyer, Tübingen 2004, ISBN 978-3-484-81024-2.
- (mit Tanja van Hoorn): Natur – Mensch – Kultur. Georg Forster im Wissenschaftsfeld seiner Zeit, Wehrhahn, Hannover-Laatzen 2006, ISBN 978-3-86525-017-9.
- Physis und Norm. Neue Perspektiven der Anthropologie im 18. Jahrhundert, Wallstein, Göttingen 2007, ISBN 978-3-8353-0022-4.
- „Die Stammutter aller guten Schulen“. Das Dessauer Philanthropinum und der deutsche Philanthropismus 1774–1793, Niemeyer, Tübingen 2008, ISBN 978-3-484-81035-8.